# 太田市新田文化会館・総合体育館
太田市新田文化会館・総合体育館 (おおたしにったぶんかかいかん・そうごうたいいくかん)は、群馬県太田市にある文化会館、体育館である。太田市新田文化会館と太田市新田総合体育館の総称である。太田新田文化会館はエアリスホール、太田新田総合体育館はエアリスアリーナとも呼ばれている。略称でエアリスとも呼ばれている。

## 概要

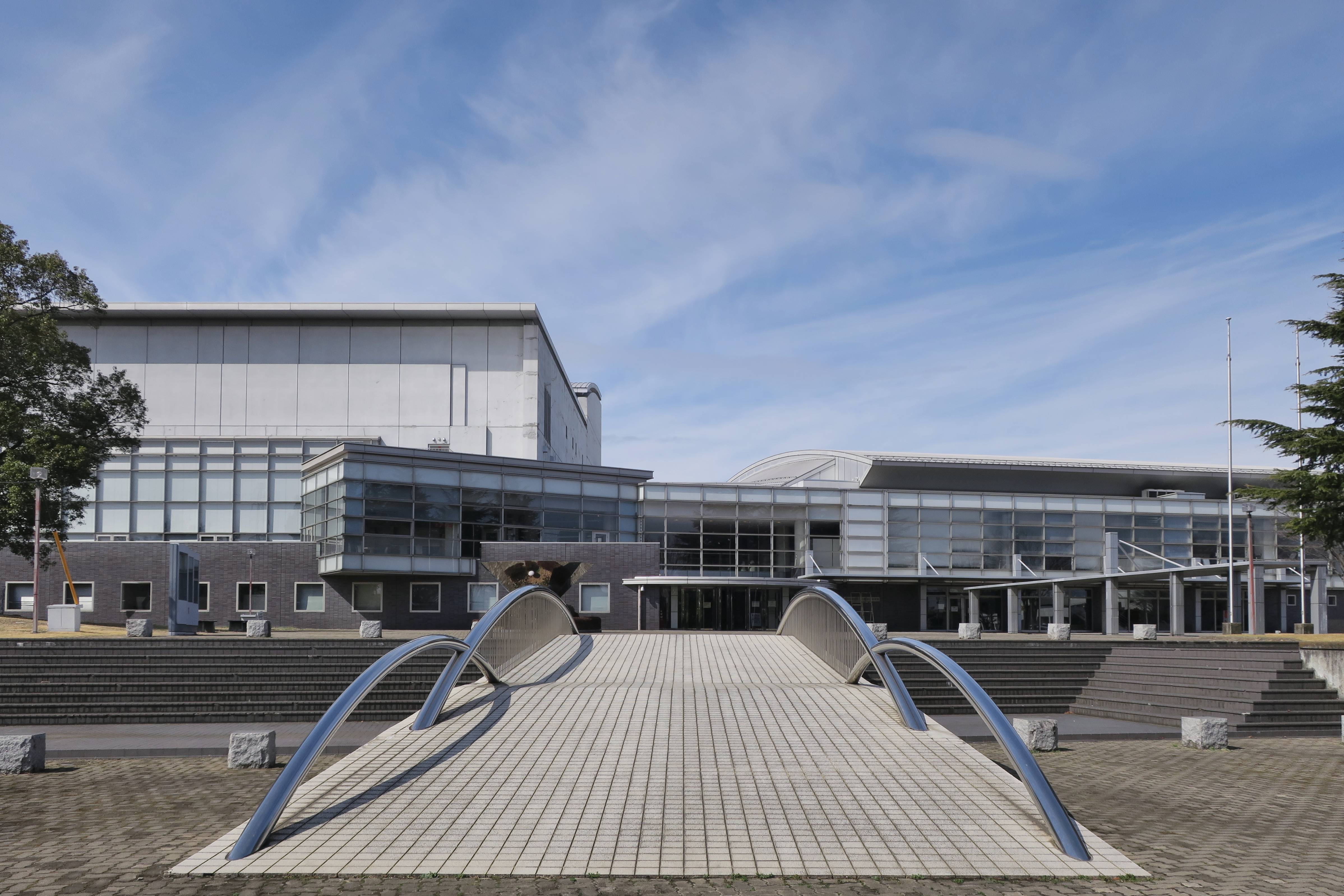
正面入口

太田市が運営する文化会館、体育館である。

### 太田新田文化会館
ホールは、合計1005人(車椅子席4席、母子席3席)を収容できる。

### 太田新田総合体育館
面積は、2205.8㎡で、2階に固定席が332席ある。